# Flevohof

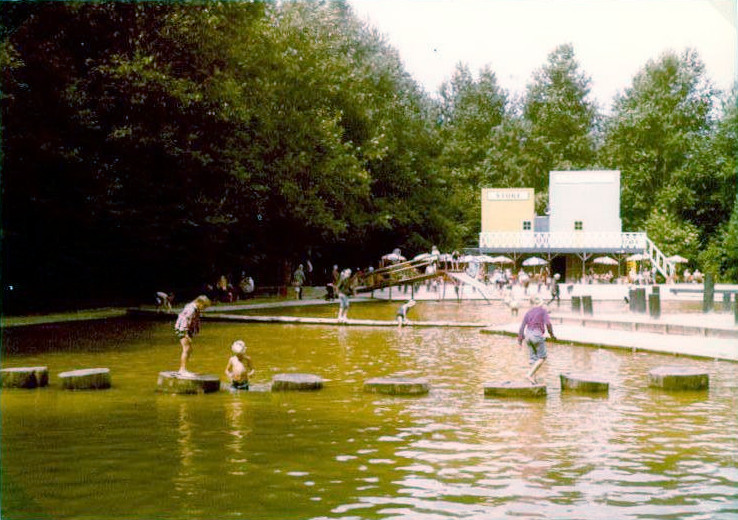
Flevohof, de vijver, 1979

De Flevohof was een agrarisch themapark bij Biddinghuizen in de Flevopolder en de voorloper van het huidige Walibi Holland. Het park werd op 21 mei 1971 geopend door Prinses Beatrix. Directeur van het park was Herman Eshuis. Het park beschikte over educatieve attracties rond het thema landbouw en veeteelt, op een oppervlakte van 150 hectare.
ook was er een zwembad met een binnen en buitenbad.
Enkele attracties van de Flevohof waren:
- boerderijen
- kassen
- champignonkwekerij
- veiling
- tuinen
- indianendorp
- modelspoorbaan

Ook waren er activiteiten, zoals pottenbakken, schilderen, eten, drinken, spelen en knutselen.
Er liep door de Flevohof een spoorlijn, waarvan de rails grotendeels bewaard zijn gebleven. Tegenwoordig is deze spoorlijn vernieuwd en de route is ingekort. Midden jaren 1970 was er ook een achtbaan, City Jet, aanwezig in het park.
In 1991 ging het park failliet en werd het overgenomen door de Walibi Group. Het laatste seizoen van Flevohof is 1992. Na een ingrijpende verbouwing is het park in 1994 als Walibi Flevo weer opengegaan, met een compleet andere opzet.

## Trivia
- De slogan van het park was: Beleef de dag van je leven in de Flevohof. De melodie voor deze slogan in de televisiereclame werd geschreven door Joop Stokkermans.
- Een deel van het terrein werd in 1995 gebruikt voor de Wereldjamboree.
- Nederlands eerste skateboardbaan werd in 1978 geopend in de Flevohof.[3]